# Великобритания на «Евровидении-1980»
Великобритания принимала участие в двадцать пятом выпуске телевизионного конкурса Евровидение-1980, который состоялся 19 апреля в Гааге, Нидерланды. Страну представляла поп-группа Prima Donna с песней Love Enough for Two ("Любви достаточно для двоих"), написанной певицей и актрисой Стефани де Сайкс в соавторстве со Стюартом Слэтером. По итогам голосования она заняла третье место из 19, набрав 106 баллов. Тем не менее, Love Enough for Two стала предшественницей победившей британской заявки на Евровидение-1981 Making Your Mind Up в исполнении группы Bucks Fizz. Конкурс был показан BBC на канале BBC One с комментариями Терри Вогана, который будет бессменным комментатором для BBC вплоть до 2008 года включительно. Глашатаем от Великобритании был Рэй Мур.

## До «Евровидения»

### A Song for Europe 1980
Начиная с 1957 года британская телекомпания BBC отвечает за организацию отбора британской заявки на Евровидение и дальнейшую трансляцию конкурса. Традиционно все заявки отбирались путём организации национального финала под названием A Song for Europe с участием нескольких артистов и песен, либо с участием нескольких песен для одного артиста. Очередной выпуск A Song for Europe состоялся 26 марта 1980 года в телецентре BBC в Лондоне. Ведущим был Терри Воган. Хотя оркестр под управлением Джона Колмана аккомпанировал всем песням, музыка прозвучала в записанной фонограмме. Как и в предыдущем выпуске двенадцать заявок прозвучало во время финала, а победитель определялся голосами жюри из 14 городов Великобритании, выставлявшими оценки от 1 до 12 баллов. Незадолго до A Song for Europe сонграйтера Ричарда Гиллинсона попросили заменить конкурсную песню, поскольку отобранная ранее композиция Tell Me в исполнении группы The New Seekers прозвучала за две недели до начала финала. Его выбор пал на композицию Surrender в исполнении прошлогодней конкурсантки Ким Кларк. По итогам голосования произошла ничья между Love Enough for Two группы Prima Donna и Happy Everything певицы Мэгги Мун. Терри Воган обратился за помощью к жюри с целью повторного голосования между ними. В результате Love Enough for Two одержала победу над Happy Everything, набрав 8 баллов против 6.
| Порядковый номер | Исполнитель       | Название песни             | Автор(ы)                                             | Очки | Место |
| ---------------- | ----------------- | -------------------------- | ---------------------------------------------------- | ---- | ----- |
| 1                | Scramble          | Don't Throw Your Love Away | Питер Моррис                                         | 97   | 6     |
| 2                | Мэгги Мун         | Happy Everything           | Джефф Стивенс, Дон Блэк                              | 137  | 2     |
| 3                | Plain Sailing     | Easy                       | Колин Стюарт, Алан Стюарт, Пол Стюарт, Роберт Фримен | 111  | 4     |
| 4                | Соня Джонс        | Here We'll Stay            | Тони Колтон, Джин Рассел                             | 56   | 11    |
| 5                | Prima Donna       | Love Enough for Two        | Стефани де Сайкс, Стюарт Слэтер                      | 139  | 1     |
| 6                | Джеки Скотт       | Symphony for You           | Джонни Гудиссон, Кит Мэнсфилд                        | 67   | 8     |
| 7                | Duke and the Aces | Love is Alive              | Пол Кёртис                                           | 94   | 7     |
| 8                | Рой Уинстон       | Everything's All Right     | Рой Уинстон                                          | 58   | 10    |
| 9                | Midnite           | Love Comes, Love Grows     | Гари Сэлш, Стюарт Литвуд                             | 62   | 9     |
| 10               | The Main Event    | Gonna Do My Best           | Терри Брэдфорд                                       | 45   | 12    |
| 11               | Pussyfoot         | I Want to Be Me            | Майк Флинн, Марк Стивенс                             | 111  | 4     |
| 12               | Ким Кларк         | Surrender                  | Ричард Гиллинсон                                     | 129  | 3     |

## На «Евровидении»
Шестеро участников Prima Donna на фотосессии для открытки к конкурсу Евровидение-1980, 15 апреля 1980 года.
В Гааге группа Prima Donna выступала под номером 13, между Германией и Португалией. По итогам голосования она заняла заняла третье место из 19, набрав 106 баллов, включая максимальные 12 баллов от Швеции. Британское жюри 12 баллов присудило стране-победительнице Ирландии. Дирижёром оркестра во время исполнения британской песни был Джон Колман.

### Голосование
| Очки      | Страна                              |
| --------- | ----------------------------------- |
| 12 баллов | - Швеция                            |
| 10 баллов | - Дания - Швейцария                 |
| 8 баллов  | - Испания - Люксембург - Марокко    |
| 7 баллов  | - Австрия - Нидерланды - Португалия |
| 6 баллов  | - Бельгия - Ирландия                |
| 5 баллов  | - Турция - Франция                  |
| 4 балла   | - Финляндия                         |
| 3 балла   | - Германия                          |
| 2 балла   |                                     |
| 1 балл    |                                     |

| Очки      | Страна     |
| --------- | ---------- |
| 12 баллов | Ирландия   |
| 10 баллов | Германия   |
| 8 баллов  | Люксембург |
| 7 баллов  | Швейцария  |
| 6 баллов  | Австрия    |
| 5 баллов  | Франция    |
| 4 балла   | Италия     |
| 3 балла   | Греция     |
| 2 балла   | Нидерланды |
| 1 балл    | Бельгия    |